# Pero Escobar
Pero Escobar, também conhecido como Pedro Escobar, foi um navegador português do século XV.
Descobriu as ilhas de São Tomé, Ano-Bom e Príncipe juntamente com João de Santarém e Fernão do Pó. Ele surge também registado navegando com Diogo Cão na sua primeira viagem em 1482, e como piloto da caravela Bérrio na expedição de descoberta do caminho marítimo para a Índia comandada por Vasco da Gama em 1497, e também na descoberta do Brasil sob o comando de Pedro Álvares Cabral em 1500.
Em 1471, trabalhando ao serviço do mercador lisboeta Fernão Gomes da Mina, que tinha uma concessão de exploração da costa de África e de comércio no Golfo da Guiné, Pedro Escobar ajudou a descobrir a indústria de ouro que cresceria em torno de Elmina em 1471.